# Norra Rörum
Norra Rörum – miejscowość (tätort) w Szwecji, w regionie administracyjnym (län) Skania, w gminie Höör.
Według danych Szwedzkiego Urzędu Statystycznego liczba ludności wyniosła: 210 (31 grudnia 2015), 219 (31 grudnia 2018) i 225 (31 grudnia 2019).